# 松之沢峠
松之沢峠（まつのさわとうげ）は、群馬県高崎市にある峠である。

## 概要
榛名山の頂上付近にあり標高は約1140m。峠は群馬県道28号高崎東吾妻線として整備されており、車両の通行が可能。
北東500m程の所には磨墨峠がある。

## 周辺
- 榛名山
- 榛名湖
- 榛名湖温泉